# サント・ドミンゴ教会 (長崎市)

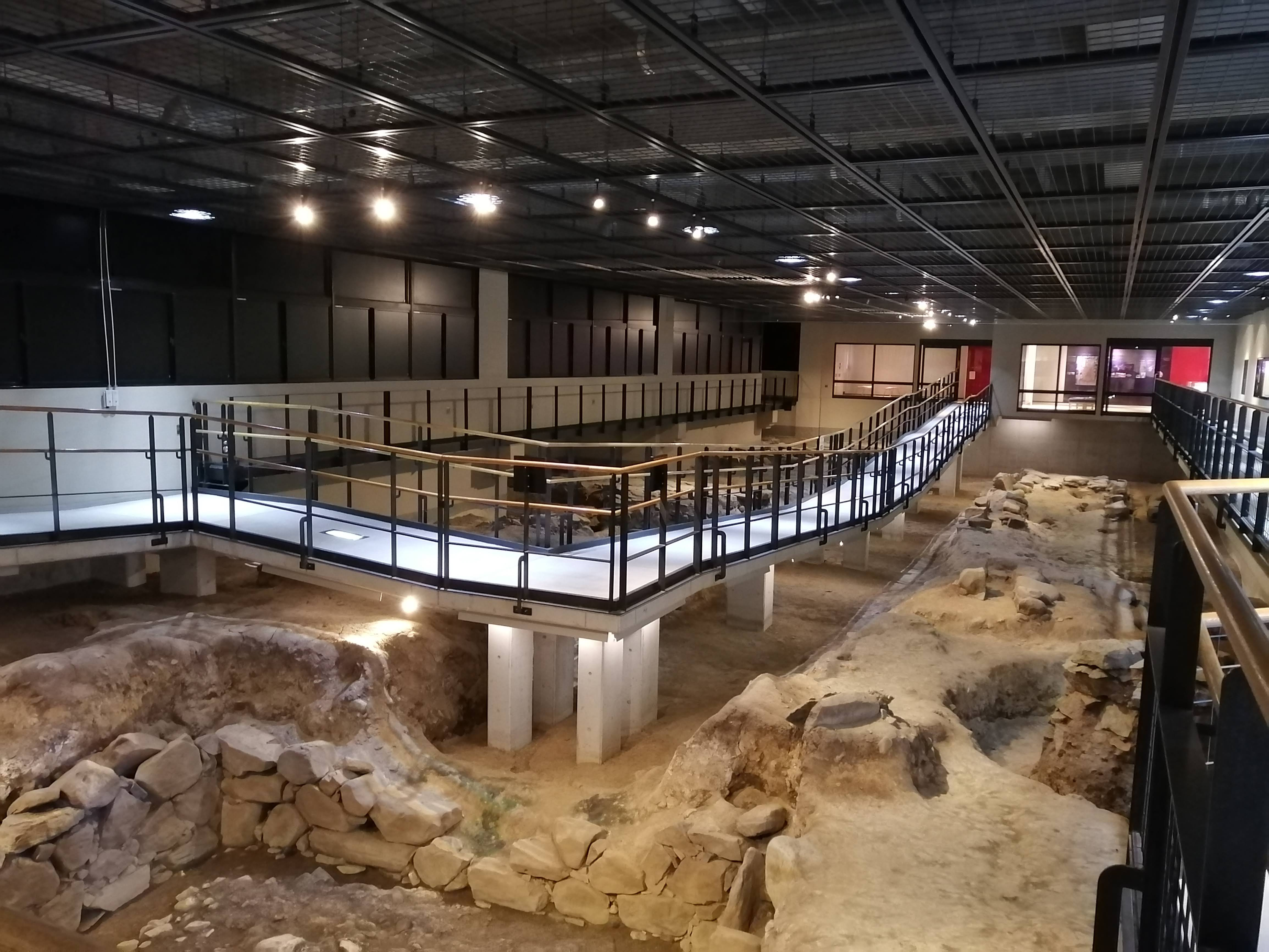
保存処理されたサント・ドミンゴ教会跡の遺構（資料館内部）

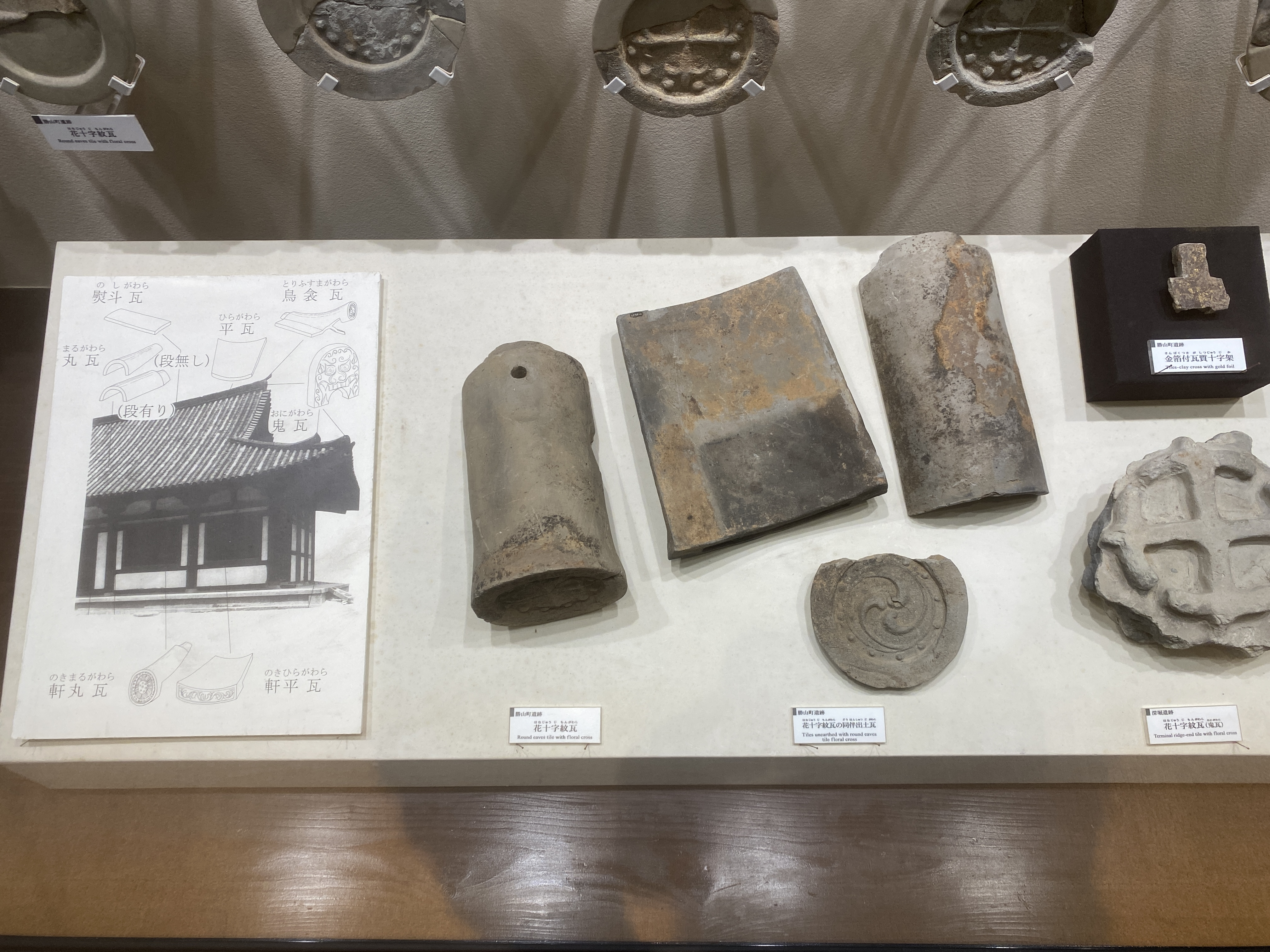
花十字紋瓦

サント・ドミンゴ教会（サント・ドミンゴきょうかい）は、1609年（慶長14年）にドミニコ会のフランシスコ・デ・モラーレス神父によって、長崎県長崎市に建てられた教会である。禁教令によって、5年後の1614年（慶長19年）に壊された。
2002年（平成14年）、長崎市立桜町小学校の校舎建て替えに伴って行われた発掘調査により、この教会の遺跡が発見された。日本における江戸時代初期の教会遺跡は貴重であり、世界遺産暫定リストに掲載された「長崎の教会群とキリスト教関連遺産」を構成する文化財の1つとなっていたが、後に候補から除外された。

## 教会建設の経緯とその後
フランシスコ・デ・モラーレス神父は、1602年から薩摩で宣教活動をしていたが、迫害が始まり、1609年に薩摩を追放された。その際、京泊（現在の鹿児島県薩摩川内市）にあった「ロザリオの聖母聖堂」を解体し、その木材を船で運び、長崎に移設したのがサント・ドミンゴ教会である。移設した地は、当時の長崎代官である村山等安がドミニコ会に寄進した土地であった。
1612年、幕府領に禁教令が出され、1614年にはサント・ドミンゴ教会を含めて長崎のほとんどの教会、キリスト教関連施設が壊された。サント・ドミンゴ教会が壊された後、跡地には長崎代官となった末次平蔵が代官屋敷を建て、その後も代官屋敷が建てられたため、遺跡からは教会時代、代官屋敷時代、それぞれの品物が出土している。
2004年、桜町小学校の敷地内に「サント・ドミンゴ教会跡資料館」が設けられた。出土品や遺跡、長崎市内で発見されたキリシタン関係資料が展示されている。入場無料。